# Cadre-47/2-Europameisterschaft 1950

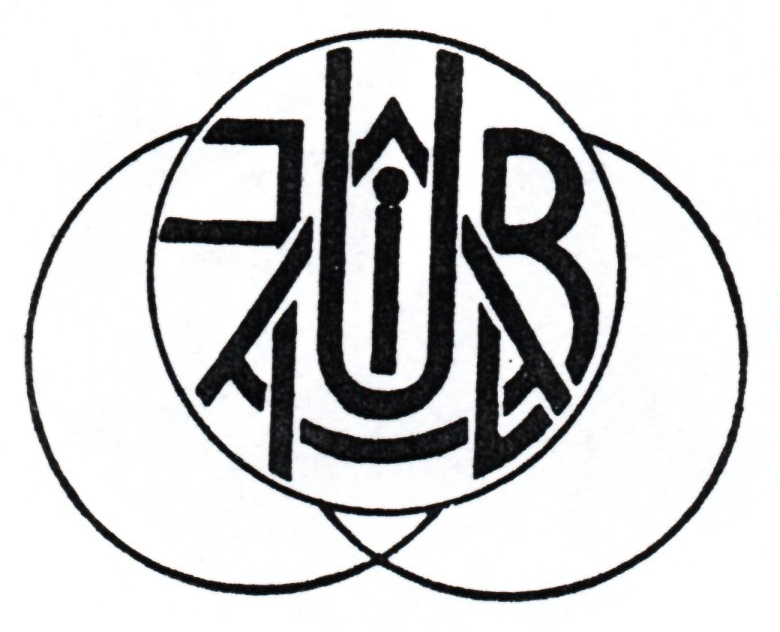
Logo UIFAB (ausrichtender Verband)

Veranstaltungsort: Saint-Étienne

Die Cadre-47/2-Europameisterschaft 1950 war das 14. Turnier in dieser Disziplin des Karambolagebillards und fand vom 2. bis zum 6. Februar 1950 in Saint-Étienne statt. Es war die zweite Cadre-47/2-Europameisterschaft in Frankreich.

## Geschichte
In der Heimatstadt des Titelverteidigers Jean Galmiche gab es einen niederländischen Doppelsieg. Es siegte der Waalwijker Kees de Ruijter vor Rotterdamer Piet van de Pol. Seinen Medaillensatz komplettierte Clement van Hassel. Nach dem Sieg 1948 und dem zweiten Platz 1949 wurde er diesmal Dritter.

## Turniermodus
Hier wurde im Round Robin System bis 400 Punkte gespielt. Es wurde mit Nachstoß gespielt. Damit waren Unentschieden möglich.
Bei MP-Gleichstand (außer bei Punktgleichstand beim Sieger) wird in folgender Reihenfolge gewertet:
1. MP = Matchpunkte
2. GD = Generaldurchschnitt
3. HS = Höchstserie

## Abschlusstabelle

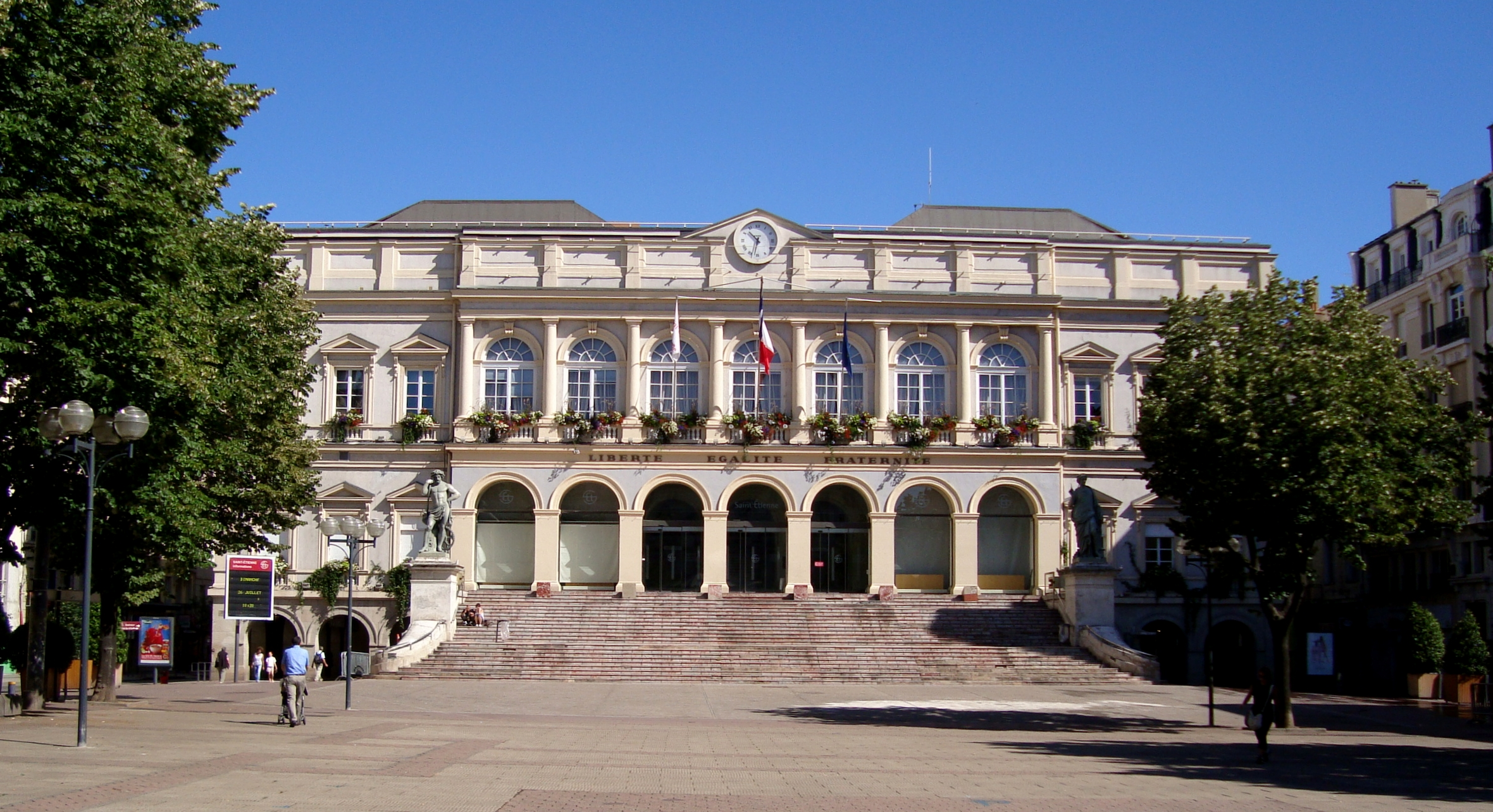
L'Hotel de Ville de Saint-Étienne

| MP    | Match Points (Sieger = 2; Unentschieden = 1; Verlierer = 0) |
| Pkte. | Erzielte Karambolagen                                       |
| Aufn. | Benötigte Versuche                                          |
| GD    | Generaldurchschnitt                                         |
| BED   | Bester Einzeldurchschnitt eines Spielers                    |
| HS    | Höchstserie                                                 |
|       | Bester GD des Turniers                                      |
|       | Bester ED des Turniers                                      |
|       | Beste HS des Turniers                                       |
|       | 1. Platz (Gold)                                             |
|       | 2. Platz (Silber)                                           |
|       | 3. Platz (Bronze)                                           |

| Platz                      | Name               | MP   | Pkte. | Aufn. | GD    | BED    | HS  |
| -------------------------- | ------------------ | ---- | ----- | ----- | ----- | ------ | --- |
| 1                          | Kees de Ruijter    | 13:1 | 2800  | 98    | 28,57 | 80,00  | 186 |
| 2                          | Piet van de Pol    | 12:2 | 2482  | 84    | 29,54 | 100,00 | 319 |
| 3                          | Clement van Hassel | 11:3 | 2438  | 80    | 30,47 | 80,00  | 288 |
| 4                          | Joseph Vervest     | 8:6  | 2402  | 102   | 23,54 | 36,36  | 250 |
| 5                          | Louis Chassereau   | 6:8  | 2030  | 118   | 17,20 | 28,57  | 111 |
| 6                          | Jean Galmiche      | 4:10 | 1992  | 107   | 18,61 | 40,00  | 128 |
| 7                          | Jan Sweering       | 2:12 | 1136  | 108   | 10,51 | 25,00  | 198 |
| 8                          | Roland Dufetelle   | 0:14 | 1435  | 113   | 12,69 | –      | 117 |
| Turnierdurchschnitt: 20,63 |                    |      |       |       |       |        |     |